# Matthew T. Burns
Matthew T. Burns (né le 28 mars 1980 à Minneapolis), est un catcheur à la retraite, réalisateur et producteur américain, plus connu sous le nom de « Sick » Nick Mondo. Il est principalement connu pour son travail à la Combat Zone Wrestling et pour sa capacité à effectuer des actions dangereuses comme se prendre une débroussailleuse en marche sur le corps, se faire jeter à travers une table recouverte de fil de fer barbelé, se faire jeter d'un toit sur des tables et des tubes néons. En 2004, Burns est introduit au CZW's Hall of Fame.

## Jeunesse
Matthew Burns connait une jeunesse troublée dans la banlieue de Minneapolis. Pour tromper l'ennui, il fait de nombreuses farces et comment des infractions. S'inspirant de ce qu'il voit à la télévision et surtout à la Extreme Championship Wrestling, il commence à faire du backyard wrestling. Il intègre une école de catch, la Bodyslammers Gym d'Al Snow, après avoir travaillé un été et catche dans des fédérations locales,.

## Carrière de catcheur

### Début de carrière
Burns débute en 1999 à la Pennsylvania Championship Wrestling et feude avec Eddie Valentine. Il débute à la Combat Zone Wrestling le 6 mai 2000 contre Trent Acid lors du show A Living Hell. Le 10 juin 2000, lors de Caged to the End, il participe à un match Three Way Dance contre Mercury et Ty Street. Il combat Justice Pain sur un terrain proche de la salle de spectacle de la CZW, la Champs Arena dans un match appelé They Said It Couldn't Be Done. Quelques mois plus tard, il se joint à Ric Blade contre l'équipe The Backseat Boyz (Trent Acid et Johnny Kashmere) qui voit, en fin de match, une Swanton bomb de Blade du haut de l'Arena, sur deux table superposées avec Acid en haut et Kashmere en bas. Ils remportent le CZW World Tag Team Championship peu après mais se scindent et commencent une rivalité entre eux après l'avoir perdu contre le H8 Club de Justice Pain et Wifebeater.
La feud continue, le 10 février 2001, à Sewell, dans le New Jersey. Blade s'allie à Super Crazy pour battre Mondo dans un Handicap 3-way ladder match. La rivalité se termine dans un Barbed Wire Ladder Match et voit un Swanton bomb du haut de la Champs Arena de Blade sur Mondo et un moonsault gagnant de Blade du haut de la troisième corde sur une échelle sur Mondo, ce qui cassera le nez de ce dernier.

### Course auIron Man championshipet participation auxTournaments of Death(2001-2003)
En avril 2001, le match tag team dans lequel les fans pouvaient amener des armes auquel Mondo participe avec Jun Kasai contre Justice Pain et Johnny Kashmere (qui remplace Wifebeater) lors du show Un F'N Believable est si sanglant qu'il prend le nom du spectacle et est par la suite qualifié d'« Un F'N Believable ». Pendant ce match, Kasai reçoit un Crucifix Powerbomb par-dessus la troisième corde sur des tubes néons, du fil barbelé et des tables, causant l'os de son coude à sortir par sa peau. Il continue le match après que son coude ait été remis ensemble grâce à du ruban adhésif. Le premier titre de Mondo est le championnat Iron Man de la CZW remporté contre Wifebeater et Mad Man Pondo à Breakaway Brawl en juin 2001. Mondo est inclus dans le match 6 man tag team ultraviolent dans lequel il fait équipe avec Zandig et Wifebeater contre les Backseat Boyz et Justice Pain dans le show H8 Club Dead? en juillet 2001. Dans ce match le dos de Mondo est complètement en sang. En août, Nick participe à un no rope barbed wire match sous une pluie battante contre Nick Gage à And Justice And For All. Il perd le titre de champion Iron Man après un splash de Gage à travers une table. Le 15 décembre 2001, il échoue à récupérer le titre dans match Three way Falls Count Anywhere contre Adam Flash et Nick Berk dans le Cage of Death III, perdant contre Flash. Il a de nombreuses et mémorables opportunités pour remporter le CZW World Heavyweight Championship, comme en février 2002 contre The Messiah à This Time it's Personal, en avril 2002, amenant Justice Pain jusqu'à ses limites et perdant d'un cheveux à A Higher Level of Pain, et un match four-way de 64 minutes contre Messiah, Flash et Justice Pain à High Stakes où il remporte le Iron Man Championship avec un double tombé. Mondo a combattu à nouveau Messiah et Wifebeater lors du premier Tournament of Death où il reçoit les pales d'une débroussailleuse allumée sur le ventre. Cependant, le 14 septembre, Wifebeater et Mondo font équipe contre Necro Butcher et « Mr Insanity » Toby Klein à Ultraviolent Freedom of Expression,. Le 12 octobre, lors de Beyond The Barrier, son partenaire Ric Blade revient et voit Mondo battre Johnny Kashmere. Le 13 décembre, lors du Cage of Death IV, il se bat dans un match Tables, Ladders, and Chairs en équipe avec Blade dans un effort perdant contre les The Backseat Boyz qui effectuent un Acid Bomb sur Blade dont la tête passe à travers l’échelle. En janvier 2003, Mondo échoue à capturer le titre champion du CZW Death Match contre Zandig et Nate Hatred à Live Again. Après des blessures de plus en plus sérieuses et ne voulant pas repousser encore plus ses limites de peur de mourir ou d'être handicapé, Mondo décide que son dernier match se déroulera en juillet 2003 lors du Ultraviolent Tournament of Death II. Pour l'occasion le mot « DEAD » est inscrit sur son front. Il prend un Mother F'n Bomb de Zandig du haut du toit d'un bar sur des tables et des tubes néons et tombe presque directement sur le sol et se retrouve avec des veines dorsales ouvertes. Malgré ses blessures, il bat Ian Rotten lors du dernier round pour remporter le tournoi.

### Retraite
Burns prend sa retraite en 2003 après avoir souffert de blessures pendant sa carrière et participe à son dernier match contre John Zandig lors du Tournament of Death 2, que Mondo remporte. Il commence le match avec trois os cassés dans son poignet droit. Une rumeur a circulé concernant sa participation au show Cage Of Death XII. Elle s'est révélée fausse. Mondo apparaît également dans le jeu-vidéo Backyard Wrestling 2: There Goes the Neighborhood.

### Retour à la CZW (2013)
Nick Mondo fait son retour lors du show pay-per-view sur internet Cage of Death XV. Il court vers le ring pour aider Lucky 13 contre Matt Tremont dans le main event. Par la suite, Rory Mondo revient sur le ring même s'il a été éliminé et est surpris de voir son idole à nouveau. Nick lui dit qu'il est revenu pour éviter à Rory de se mutiler en son honneur et qu'il a gagné son respect. Nick prend Rory sur les épaules comme quand il était enfant. Rory Mondo prend alors sa retraite et Rory Gulak continuera sa carrière sous son vrai patronyme dans un style plus conventionnel.

### Suite de sa carrière
Le 25 décembre 2016, Burns poste un article sur son blog concernant un retour potentiel sur les rings après la sortie de son film The Trade. Il ne participerait pas à des deathmatchs, mais plutôt à des matchs ressemblant au style de la Extreme Championship Wrestling des années 1990.
Deux films sont sortis racontant son histoire, un documentaire en 2004 : Unscarred - The Life of Nick Mondo, et un biopic The Trade en 2017, tous deux réalisés par lui-même.
Il retourne sur les rings en 2017 sous le nom de Pepperoni Tony pour la fédération de Brian Kendrick : Wrestling Pro Wrestling, pour combattre lors de deux matchs.

### Travail avec Jon Moxley etAll Elite Wrestling(2019–présent)
En mai 2019, lors d'une interview avec Ryan Satin (en) dans l'émission Pro Wrestling Sheet, Burns confirme qu'il a réalisé la vidéo qui annonçait le retour de Jon Moxley après son départ de la World Wrestling Entertainment. Il confirme que, contrairement à une rumeur populaire, le logo de la Viper Room n'est pas une référence au spectacle Double or Nothing de l'All Elite Wrestling (dans lequel Moxley a fait une apparition surprise), mais à Dusty Rhodes, le mentor du catcheur à la Florida Championship Wrestling. Burns a également réalisé la vignette de début de Mox à la New Japan Pro-Wrestling, qui inclut des bottes de cow-boy et une veste siglée du drapeau du Royaume-Uni, pour tromper les fans sur l'identité du catcheur. Satin admet qu'il a tellement chercher à chercher les indices, qu'il ne s'est pas rendu compte que son cousin était dans le film, ce qui a mené à l'organisation de l'interview de Mondo. Burns réalise aussi une autre bande-annonce qui sort vers la fin du mois de juillet pour le match de Moxley contre Josh Barnett lors de Bloodsport 2 (en), match qui n'a pas eu lieu parce que Moxley devait subir une opération chirurgicale pour retirer un SARM à l'épaule. Vers la fin de l'année, Burns travaille en tant que réalisateur pour l'AEW

## Filmographie
- 2004 : Unscarred - The Life of Nick Mondo : lui-même
- 2008 : Incubus Drone : scénariste et producteur exécutif
- 2009-2010 (jamais diffusé) : Fighting the Still Life : Le protagoniste
- 2014 : Match Perfect : scénariste
- 2017 : The Trade : « Sick » Nick Mondo, producteur et scénariste
- 2017 : 2 Criminals : producteur et scénariste

## Palmarès
- Combat Zone Wrestling
  - 3 fois champion Iron Man[1]
  - 1 fois champion par équipe de la CZW avec Rick Blade[1]
  - Vainqueur du Tournament of Death II[1]
  - Match de l'année 2002 contre Wifebeater
  - Match de l'année 2003 contre Justice Pain
  - Membre du CZW Hall of Fame (introduit en 2009)[2]